# Еріх Ебербек
Еріх Ебербек (нім. Erich Eberbeck; 10 жовтня 1882, Крістбург — 23 вересня 1962, Кельн) —  німецький військовий ветеринар, доктор ветеринарії, професор, генерал-майор ветеринарної служби вермахту (9 листопада 1944).

## Біографія
11 жовтня 1900 року вступив однорічним добровольцем в 16-й польовий артилерійський полк. 1 жовтня 1901 року відряджений в училище військових ковалів, в жовтні 1902 року — у Берлінське вище ветеринарне училище. З 1 лютого 1907 року — ветеринар 2-го лейб-гусарського полку №2. З травня 1911 року — інструктор Берлінського вищого ветеринарного училища, де серед іншого досліджував сап і лімфангіт, потім — інструктор Військової ветеринарної академії. З 1 жовтня 1913 року — ветеринар 10-го польового артилерійського полку. Учасник Першої світової війни. З липня 1915 року — ветеринар 180-го шпиталю для коней в маєтку Поєзіори. В 1919 році звільнений у відставку.
З квітня 1924 по серпень 1932 року знову працював в Берлінському вищому ветеринарному училищі як співробітник Гігієнічного інституту та Інституту терапії хвороб тварин. В останньому інституті Ебербек займався дослідженням чуми свиней і віспи птахів, на що отримав кошти від Міністерства сільського господарства, маєтків та лісів Пруссії. 1 вересня 1933 року вирушив на 2 роки в Китай для «виконання почесних обов'язків». 28 грудня 1933 року вступив в НСДАП. Після повернення в Німеччину в 1935 році повернувся в армію, у зв'язку з чим покинув НСДАП, служив у Ветеринарно-дослідницькому управлінні. Під час зимового семестру 1935/36 роках як почесний професор викладав «Патолого-гістологічні демонстрації» і «Вправи з патолого-анатомічної діагностики» у сільськогосподарському і ветеринарному факультеті мережі берлінських університетів (колишнє Берлінське вище ветеринарне училище). В 1935 році як співробітник Ветеринарно-патологічного інституту приймав екзамени за відсутності Йоганнеса Добберштайна. В травні 1945 року взятий в полон. Певний час перебував в шпиталі через хронічний ревматизм. В 1947 році звільнений.

## Нагороди
- Залізний хрест 2-го і 1-го класу
- Медаль «За вислугу років» (Пруссія) 3-го класу (9 років)
- Почесний професор Берлінського вищого ветеринарного училища (4 серпня 1932)
- Почесний хрест ветерана війни з мечами
- Медаль «За вислугу років у Вермахті» 4-го, 3-го, 2-го і 1-го класу (25 років; 2 жовтня 1936) — отримав 4 нагороди одночасно.
- Хрест Воєнних заслуг 2-го і 1-го класу з мечами